# Suvanisia tillierorum
Suvanisia tillierorum är en insektsart som beskrevs av Thierry Bourgoin 1997. Suvanisia tillierorum ingår i släktet Suvanisia och familjen Meenoplidae. Inga underarter finns listade i Catalogue of Life.